# 拉伊布魯克 (紐約州)
拉伊布魯克（英語：Rye Brook）是位於美國紐約州西徹斯特縣的村。

## 人口
根據2020年美國人口普查的數據，拉伊布魯克的面積為8.94平方千米，當中陸地面積為8.88平方千米，而水域面積為0.06平方千米。當地共有人口10047人，而人口密度為每平方千米1,124人。